# The Miz
Michael „Mike“ Gregory Mizanin (* 8. října 1980 Parma, Ohio) je americký profesionální wrestler , známý pod ringovým jménem The Miz. působí ve společnosti WWE v rosteru SmackDown. Získal několik individuálních i tag týmových titulů. Dosavadním největším úspěchem je vítězství v WWE Championship když porazil Randyho Ortona.

## Biografické informace
- Narození: 8. října 1980
- Výška: 185 cm
- Váha: 105 kg
- Debut: 2003
- Člen rosteru SmackDown
- Přezdívky: The Awesome One, The Emperor of Excellence, The Demon of Desire, The Chick Magnet, The Monk of Mojo, The soldier of Seduction, The Grand Mizard of Lust, The Most Must See WWE Champion

## Ve Wrestlingu
- Zakončovací chvaty-Skull Crushing Finale, Figure-4 Leg Lock
- Další-DDT(různé variace),Neckbreaker,Backbreaker,Suplex,Back Suplex,…

## Tituly
- DSW Heavyweight Championship (1krát)
- OVW Southern Tag Team Championship (1krát)
- WWE Championship (1krát)
- WWE United States Championship (2krát)
- WWE Intercontinental Championship (8krát)
- WWE Tag Team Championship (4krát)
- WWE SmackDown Tag Team Championship (1krát)
- World Tag Team Championship (2krát)
- Mixed Match Challenge
- Money in the Bank 2010
- Grand Slam Champion (5krát)
- Slammy Awards (2krát)